# Brachyrhopala anomala
Brachyrhopala anomala là một loài ruồi trong họ Asilidae. Brachyrhopala anomala được Clements miêu tả năm 2000.